# Vertigo Tour
Vertigo Tour var U2:s tionde turné, genomförd 2005-2006.

## Spelningar
- 2005-03-28 San Diego, CA, USA, San Diego Sports Arena
- 2005-03-30 San Diego, CA, USA, San Diego Sports Arena
- 2005-04-01 Anaheim, CA, USA, Arrowhead Pond
- 2005-04-02 Anaheim, CA, USA, Arrowhead Pond
- 2005-04-05 Los Angeles, CA, USA, Staples Center
- 2005-04-06 Los Angeles, CA, USA, Staples Center
- 2005-04-09 San José, CA, USA, HP Pavilion at San Jose
- 2005-04-10 San José, CA, USA, HP Pavilion at San Jose
- 2005-04-14 Phoenix, AZ, USA, Glendale Arena
- 2005-04-15 Phoenix, AZ, USA, Glendale Arena
- 2005-04-20 Denver, CO, USA, Pepsi Center
- 2005-04-21 Denver, CO, USA, Pepsi Center
- 2005-04-24 Seattle, WA, USA, KeyArena
- 2005-04-25 Seattle, WA, USA, Key Arena
- 2005-04-28 Vancouver, BC, Kanada, General Motors Place
- 2005-04-29 Vancouver, BC, Kanada, General Motors Place
- 2005-05-07 Chicago, IL, USA, United Center
- 2005-05-09 Chicago, IL, USA, United Center
- 2005-05-10 Chicago, IL, USA, United Center
- 2005-05-12 Chicago, IL, USA, United Center
- 2005-05-14 Philadelphia, PA, USA, Wachovia Center
- 2005-05-17 East Rutherford, NJ, USA, Continental Airlines Arena
- 2005-05-18 East Rutherford, NJ, USA, Continental Airlines Arena
- 2005-05-21 New York, NY, USA, Madison Square Garden
- 2005-05-22 Philadelphia, PA, USA, Wachovia Center
- 2005-05-24 Boston, MA, USA, TD Banknorth Garden
- 2005-05-26 Boston, MA, USA, TD Banknorth Garden
- 2005-05-28 Boston, MA, USA, TD Banknorth Garden

- 2005-06-10 Bryssel, Belgien, Koning Boudewijn Stadion
- 2005-06-12 Gelsenkirchen, Tyskland, Arena auf Schalke
- 2005-06-14 Manchester, England, City of Manchester Stadium
- 2005-06-15 Manchester, England, City Of Manchester Stadium
- 2005-06-18 London, England, Twickenham Stadium
- 2005-06-19 London, England, Twickenham Stadium
- 2005-06-21 Glasgow, Skottland, Hampden Park
- 2005-06-24 Dublin, Irland, Croke Park
- 2005-06-25 Dublin, Irland, Croke Park
- 2005-06-27 Dublin, Irland, Croke Park
- 2005-06-29 Cardiff, Wales, Millennium Stadium
- 2005-07-02 Wien, Österrike, Ernst Happel Stadion
- 2005-07-04 Brno, Tjeckien, Outdoor Exhibition Centre
- 2005-07-05 Chorzów, Polen, Stadion Śląski
- 2005-07-07 Berlin, Tyskland, Olympia Stadion
- 2005-07-09 Paris, Frankrike, Stade de France
- 2005-07-10 Paris, Frankrike, Stade de France
- 2005-07-13 Amsterdam, Holland, Amsterdam ArenA
- 2005-07-15 Amsterdam, Holland, Amsterdam ArenA
- 2005-07-16 Amsterdam, Holland, Amsterdam ArenA
- 2005-07-18 Zürich, Schweiz, Letzigrund Stadion
- 2005-07-20 Milano, Italien, Stadio Giuseppe Meazza (San Siro)
- 2005-07-21 Milano, Italien, Stadio Giuseppe Meazza (San Siro)
- 2005-07-23 Rom, Italien, Stadio Olimpico
- 2005-07-27 Oslo, Norge, Valle Hovin
- 2005-07-29 Göteborg, Sverige, Ullevi
- 2005-07-31 Köpenhamn, Danmark, Parken
- 2005-08-03 München, Tyskland, Olympiastadion
- 2005-08-05 Nice, Frankrike, Parc des Sports Chales Ehrmann
- 2005-08-07 Barcelona, Spanien, Camp Nou
- 2005-08-09 San Sebastián, Spanien, Estadio Anoeta
- 2005-08-11 Madrid, Spanien, Estadio Vicente Calderón
- 2005-08-14 Lissabon, Portugal, Estádio José de Alvalade

- 2005-09-12 Toronto, Kanada, Air Canada Centre
- 2005-09-14 Toronto, Kanada, Air Canada Centre
- 2005-09-16 Toronto, Kanada, Air Canada Centre
- 2005-09-17 Toronto, Kanada, Air Canada Centre
- 2005-09-20 Chicago, IL, USA, United Center
- 2005-09-21 Chicago, IL, USA, United Center
- 2005-09-23 Minneapolis, MN, USA, Target Center
- 2005-09-25 Milwaukee, WI, USA, Bradley Center
- 2005-10-03 Boston, MA, USA, TD Banknorth Garden
- 2005-10-04 Boston, MA, USA, TD Banknorth Garden
- 2005-10-07 New York, NY, USA, Madison Square Garden
- 2005-10-08 New York, NY, USA, Madison Square Garden
- 2005-10-10 New York, NY, USA, Madison Square Garden
- 2005-10-11 New York, NY, USA, Madison Square Garden
- 2005-10-14 New York, NY, USA, Madison Square Garden
- 2005-10-16 Philadelphia, PA, USA, Wachovia Center
- 2005-10-17 Philadelphia, PA, USA, Wachovia Center
- 2005-10-19 Washington, DC, USA, MCI Center
- 2005-10-20 Washington, DC, USA, MCI Center
- 2005-10-22 Pittsburgh, PA, USA, Mellon Arena
- 2005-10-24 Detroit, MI, USA, Palace of Auburn Hills
- 2005-10-25 Detroit, MI, USA, Palace of Auburn Hills
- 2005-10-28 Houston, TX, USA, Toyota Center
- 2005-10-29 Dallas, TX, USA, American Airlines Center
- 2005-11-01 Los Angeles, CA, USA, Staples Center
- 2005-11-02 Los Angeles, CA, USA, Staples Center
- 2005-11-04 Las Vegas, NV, USA, MGM Grand Garden Arena
- 2005-11-05 Las Vegas, NV, USA, MGM Grand Garden Arena
- 2005-11-08 San Francisco, CA, USA, Oakland Coliseum Arena
- 2005-11-09 San Francisco, CA, USA, Oakland Coliseum Arena
- 2005-11-13 Miami, FL, USA, American Airlines Arena
- 2005-11-14 Miami, FL, USA, American Airlines Arena
- 2005-11-16 Tampa, FL, USA, St. Pete Times Forum
- 2005-11-18 Atlanta, GA, USA, Philips Arena
- 2005-11-19 Atlanta, GA, USA, Philips Arena
- 2005-11-21 New York, NY, USA, Madison Square Garden
- 2005-11-22 New York, NY, USA, Madison Square Garden
- 2005-11-25 Ottawa, Kanada, Corel Centre
- 2005-11-26 Montréal, Kanada, Centre Bell
- 2005-11-28 Montréal, Kanada, Centre Bell
- 2005-12-04 Boston, MA, USA, TD Banknorth Garden
- 2005-12-05 Boston, MA, USA, TD Banknorth Garden
- 2005-12-07 Hartford, CN, USA, Civic Center
- 2005-12-09 Buffalo, NY, USA, HSBC Arena
- 2005-12-10 Cleveland, OH, USA, Quicken Loans Arena
- 2005-12-12 Charlotte, NC, USA, New Charlotte Arena
- 2005-12-14 St. Louis, MO, USA, Savvis Center
- 2005-12-15 Omaha, NE, USA, Qwest Center
- 2005-12-17 Salt Lake City, UT, USA, Delta Center
- 2005-12-19 Portland, OR, USA, Rose Garden

- 2006-02-12 Monterrey, Mexiko, Estadio Tecnológico
- 2006-02-15 Mexico City, Mexiko, Estadio Azteca
- 2006-02-16 Mexico City, Mexiko, Estadio Azteca
- 2006-02-20 São Paulo, Brasilien, Estádio Cícero Pompeu de Toledo (Morumbi)
- 2006-02-21 São Paulo, Brasilien, Estádio Cícero Pompeu de Toledo (Morumbi)
- 2006-02-26 Santiago de Chile, Chile, Estadio Nacional
- 2006-03-01 Buenos Aires, Argentina, Estadio River Plate
- 2006-03-02 Buenos Aires, Argentina, Estadio River Plate

- 2006-11-07 Brisbane, Australien, Queensland Sport and Athletics Centre
- 2006-11-10 Sydney, Australien, Telstra Stadium
- 2006-11-11 Sydney, Australien, Telstra Stadium
- 2006-11-13 Sydney, Australien, Telstra Stadium
- 2006-11-16 Adelaide, Australien, AAMI Stadium
- 2006-11-18 Melbourne, Australien, Telstra Dome
- 2006-11-19 Melbourne, Australien, Telstra Dome
- 2006-11-24 Auckland, Nya Zeeland, Mt. Smart Stadium
- 2006-11-25 Auckland, Nya Zeeland, Mt. Smart Stadium
- 2006-11-29 Tokyo, Japan, Saitama Super Arena
- 2006-11-30 Tokyo, Japan, Saitama Super Arena
- 2006-12-04 Tokyo, Japan, Saitama Super Arena
- 2006-12-09 Honolulu, HI, USA, Aloha Stadium

## Låtar som spelades
De mest spelade låtarna under Vertigo Tour:
- Vertigo 172 gånger
- Beautiful Day 133
- Bullet the Blue Sky 133
- City of Blinding Lights 133
- Elevation 133
- One 133
- Pride (In the Name of Love) 133
- Sometimes You Can't Make It on Your Own 133
- Where the Streets Have No Name 133
- Sunday Bloody Sunday 132
- Love and Peace or Else 129
- With or Without You 104
- All Because of You 98
- Yahweh 98
- Miracle Drug 94